# Nikola Jerkan
Nikola Jerkan est un footballeur international croate né le 8 décembre 1964 à Split. Il évoluait au poste de défenseur.

## Biographie

### En club
Avec les clubs du Real Oviedo et du Rapid Vienne, il participe à la Coupe de l'UEFA.
Il joue un total de 203 matchs en première division espagnole avec l'équipe d'Oviedo.

### En équipe nationale
International croate, il reçoit 31 sélections de 1992 à 1997.
Il joue son premier match en équipe nationale le 5 juillet 1992 en amical face à l'Australie et son dernier le 12 juin 1997, contre la Turquie lors de la Kirin Cup 1997.
Il fait partie du groupe croate lors de l'Euro 1996, disputant trois matchs lors de la compétition.
Il joue également quatre matchs comptant pour les tours préliminaires de la coupe du monde 1998.

## Carrière
- 1981-1983 :  NK Zagreb
- 1983-1986 :  NK Dinamo Vinkovci
- 1986-1990 :  Hajduk Split
- 1990-1996 :  Real Oviedo
- 1996-1999 :  Nottingham Forest
  - 1997-1998 :  Rapid Vienne (prêt)
- 1999-2001 :  Charleroi

## Palmarès
Avec Hajduk Split :
- Vainqueur de la Coupe de Yougoslavie en 1987.